# Republika Grecka (1973–1974)
  Trzecia Republika Grecka (1973-1974) – historyczne państwo w dziejach Grecji, istniało w latach 1973–1974. 
W 1973 szef junty wojskowej, Regent Grecji Jeorjos Papadopulos ogłosił Grecję republiką, a przebywającego na emigracji od 6 lat króla Konstantyna oskarżył o „zdradę”. Nastąpiła detronizacja króla, zaś Papadopulos został prezydentem. Po kilku miesięcach od zniesienia monarchii zorganizowano referendum, które najprawdopodobniej sfałszowano. Według wyników aż 78% obywateli głosowało za republiką. Papadopulos obiecywał demokratyzację, która była farsą. Jego upadek był przesądzony. Puczyści pod wodzą pułkownika Ioanidesa obalili Papadopulosa, mając nadzieje na utrzymanie reżimu. Nowym prezydentem został pułkownik Fadeon Gisikis, który odgrywał rolę marionetki. Latem 1974 pod wpływem masowych protestów Gizikis poprosił byłego premiera i weterana prawicy, Konstandinosa Karamanlisa o powrót z emigracji. Ten wrócił i został premierem rządu tymczasowego, rozpisał wybory i powtórzył referendum ustrojowe. Po powtórzonym referendum w grudniu, prezydent Gizikis zrzekł się funkcji głowy państwa.